# Міддлпорт (Огайо)
Міддлпорт (англ. Middleport) — селище (англ. village) в США, в окрузі Меґс штату Огайо. Населення — 2208 осіб (2020).

## Географія
Міддлпорт розташований за координатами 38°59′31″ пн. ш. 82°4′0″ зх. д. / 38.99194° пн. ш. 82.06667° зх. д. (38.992006, -82.066582).  За даними Бюро перепису населення США в 2010 році селище мало площу 4,91 км², з яких 4,66 км² — суходіл та 0,25 км² — водойми.

## Демографія
Згідно з переписом 2010 року, у селищі мешкало 2530 осіб у 1089 домогосподарствах у складі 649 родин. Густота населення становила 515 осіб/км².  Було 1299 помешкань (264/км²).
Расовий склад населення:
| - 94,5 % — білих - 3,0 % — чорних або афроамериканців - 0,4 % — корінних американців - 0,2 % — азіатів |

До двох чи більше рас належало 1,6 %. Частка іспаномовних становила 0,6 % від усіх жителів.
За віковим діапазоном населення розподілялося таким чином: 21,3 % — особи молодші 18 років, 58,3 % — особи у віці 18—64 років, 20,4 % — особи у віці 65 років та старші. Медіана віку мешканця становила 42,5 року. На 100 осіб жіночої статі у селищі припадало 85,6 чоловіків;  на 100 жінок у віці від 18 років та старших — 80,8 чоловіків також старших 18 років.
Середній дохід на одне домашнє господарство  становив 35 231 долар США (медіана — 21 731), а середній дохід на одну сім'ю — 46 353 долари (медіана — 28 906). Медіана доходів становила 39 813 долари для чоловіків та 25 385 доларів для жінок. За межею бідності перебувало 39,3 % осіб, у тому числі 60,9 % дітей у віці до 18 років та 18,3 % осіб у віці 65 років та старших.
Цивільне працевлаштоване населення становило 600 осіб. Основні галузі зайнятості: освіта, охорона здоров'я та соціальна допомога — 27,7 %, роздрібна торгівля — 27,0 %, мистецтво, розваги та відпочинок — 9,3 %, науковці, спеціалісти, менеджери — 8,7 %.